# پیریو هنکاسالو
پیریو هُنکاسالو (فنلاندی: Pirjo Honkasalo؛ زادهٔ ۲۲ فوریهٔ ۱۹۴۷) کارگردان فیلم، فیلم‌نامه‌نویس، بازیگر، تهیه‌کننده فیلم، فیلم‌بردار و تدوین‌گر اهل فنلاند است. وی از سال ۱۹۷۰ میلادی تاکنون مشغول فعالیت بوده‌است.
از فیلم‌های او می‌توان به شب ملموس اشاره کرد که برندهٔ ۶ جایزه یوسی (از جمله بهترین کارگردانی و بهترین فیلم) در سال ۲۰۱۴ شد و اکران جهانی آن ابتدا در جشنواره بین‌المللی فیلم تورنتو صورت گرفت.
از دیگر فیلم‌های مهم او می‌توان از سه اتاق برای اندوه نام برد.